# Phaonia tachinoides
Phaonia tachinoides är en tvåvingeart som beskrevs av Albuquerque 1958. Phaonia tachinoides ingår i släktet Phaonia och familjen husflugor. Inga underarter finns listade i Catalogue of Life.